# Ель-Кастильйо

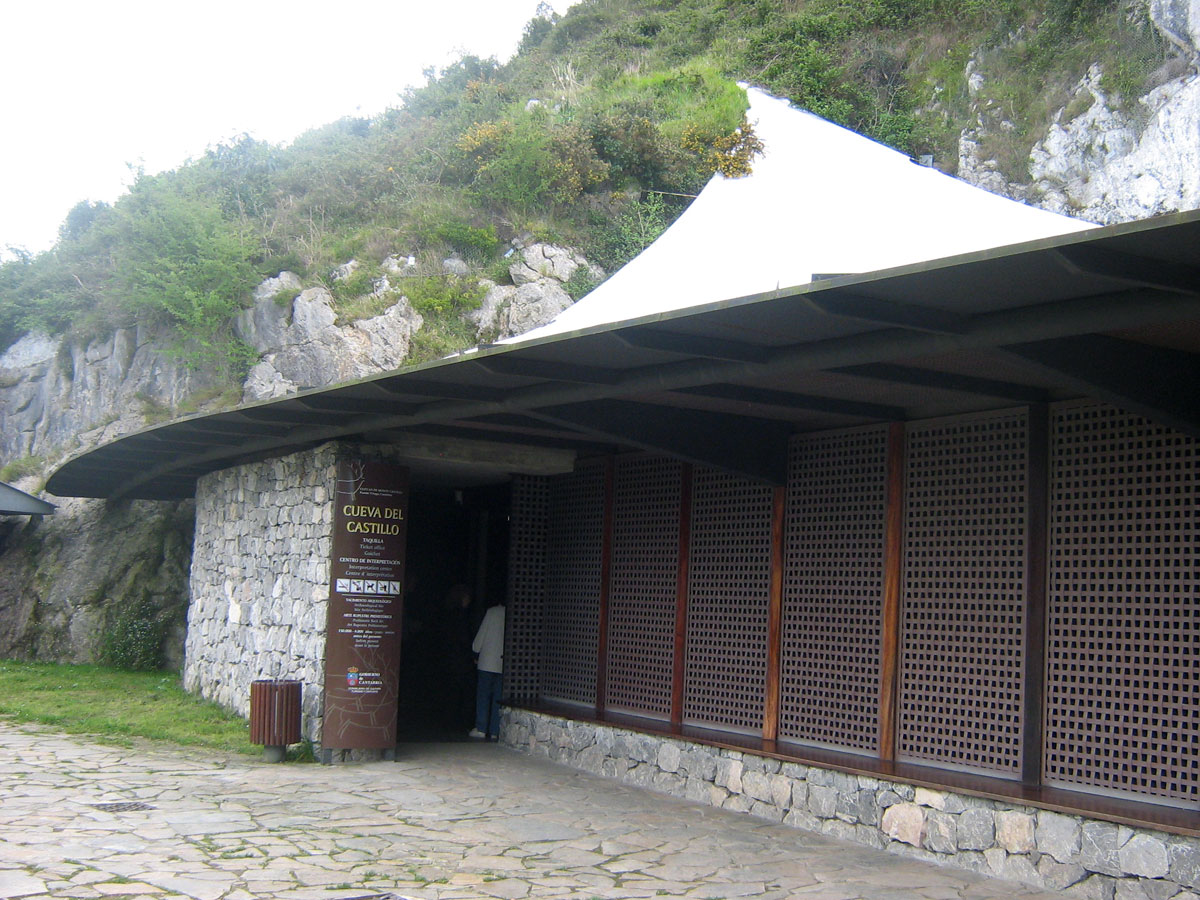
Сучасний вхід в печеру

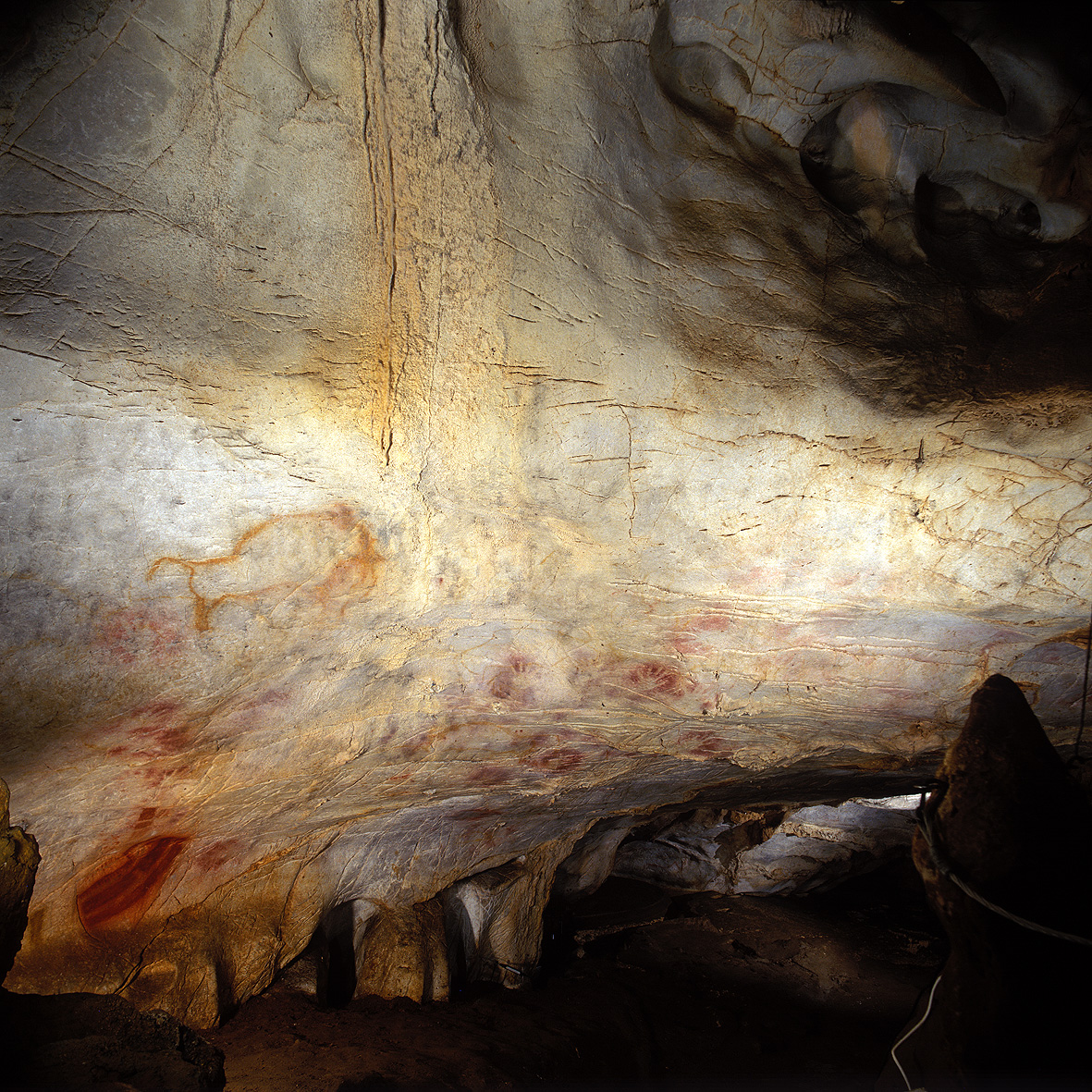
Центральна зала печери

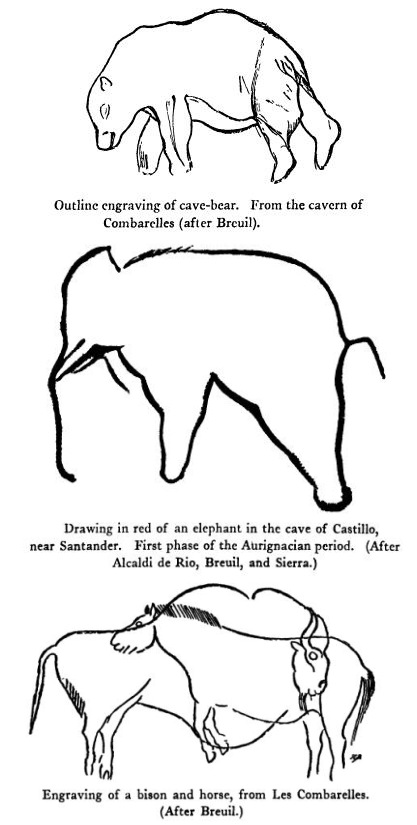

43°17′32″ пн. ш. 3°57′56″ сх. д. / 43.29222° пн. ш. 3.96556° сх. д.
Ель-Кастильйо (ісп. Cueva de El Castillo) — доісторична печера з поліхромним кам'яним живописом епохи верхнього палеоліту, розташована в містечку Пуенте-Вьєсго в  Кантабрії (Іспанія). Входить до комплексу печер Монте-Кастильйо і занесена в список об'єктів Всесвітньої спадщини ЮНЕСКО (Альтаміра і наскельний живопис Північної Іспанії). Перші сліди перебування людини в Ель-Кастильйо датуються 150 тис. років до нашої ери.
Ель-Кастильйо було відкрито в 1903 році іспанським археологом Ерміліо Алькальдом дель Ріо, одним з перших дослідників наскельного живопису кантабрійських печер. Пізніше, багато малюнків було вивчено відомим французьким археологом Анрі Брейлем. Всередину печери веде вхідний отвір, який було значно розширено під час археологічних досліджень. Усередині печери, на стінах протяжністю майже в 275 м, розташовані наскельні малюнки, на яких можна побачити зображення коня, бізона, зубра, оленя, мамонта, і інших тварин, що оточували первісного художника.
Особливий інтерес представляють відбитки людських долонь, зроблених за допомогою того, що розпиляло фарби на притиснуту до стіни печери руку. Група учених, що дослідила їх, з Бристольського університету, дійшла висновку, що вік одного з них становить понад 37300 років, і що частина настінного живопису може належати не кроманьйонцеві, як вважалося, а неандертальцеві.

## Ресурси Інтернету
- Вікісховище має мультимедійні дані за темою: Ель-Кастильйо
- El Castillo (англ.). cuevas.culturadecantabria.com. Архів оригіналу за 27 листопада 2012. Процитовано 10 грудня 2012.